# Zanapa 1ra. Sección
Zanapa 1ra. Sección är en ort i Mexiko.   Den ligger i kommunen Huimanguillo och delstaten Tabasco, i den sydöstra delen av landet, 600 km öster om huvudstaden Mexico City. Zanapa 1ra. Sección ligger 14 meter över havet och antalet invånare är 725.
Terrängen runt Zanapa 1ra. Sección är mycket platt. Runt Zanapa 1ra. Sección är det ganska glesbefolkat, med 45 invånare per kvadratkilometer. Närmaste större samhälle är Blasillo 1ra. Sección, 15,6 km nordväst om Zanapa 1ra. Sección. Trakten runt Zanapa 1ra. Sección består till största delen av jordbruksmark.